# Synagoga v Kosově Hoře
Synagoga v Kosově Hoře je barokní synagoga, nacházející se v někdejší židovské čtvrti obce Kosova Hora v okrese Příbram, zhruba 100 metrů severozápadně od návsi. Je chráněna jako kulturní památka.

## Historie
Kosohorská synagoga byla postavena v roce 1740, kdy nahradila starší dřevěnou synagogu, která vyhořela. Je spojena s patrovým domem pro rabína. 
Bohoslužby se zde konaly až do 20. let 20. století. Po druhé světové válce sloužila jako sklad chemických hnojiv a v 80. letech byla jakožto silně zchátralý objekt určena k demolici. Budovu poté odkoupili do soukromého vlastnictví manželé Ehlovi, kteří ji postupně rekonstruovali. V roce 2007 bylo založeno občanské sdružení, jehož cílem bylo dokončit rekonstrukci synagogy. To se podařilo v roce 2011, kdy byla synagoga zpřístupněna veřejnosti.
V synagoze je instalována expozice, která připomíná kosohorskou židovskou komunitu a historii synagogy. Budova samotná je využívána ke kulturním akcím.

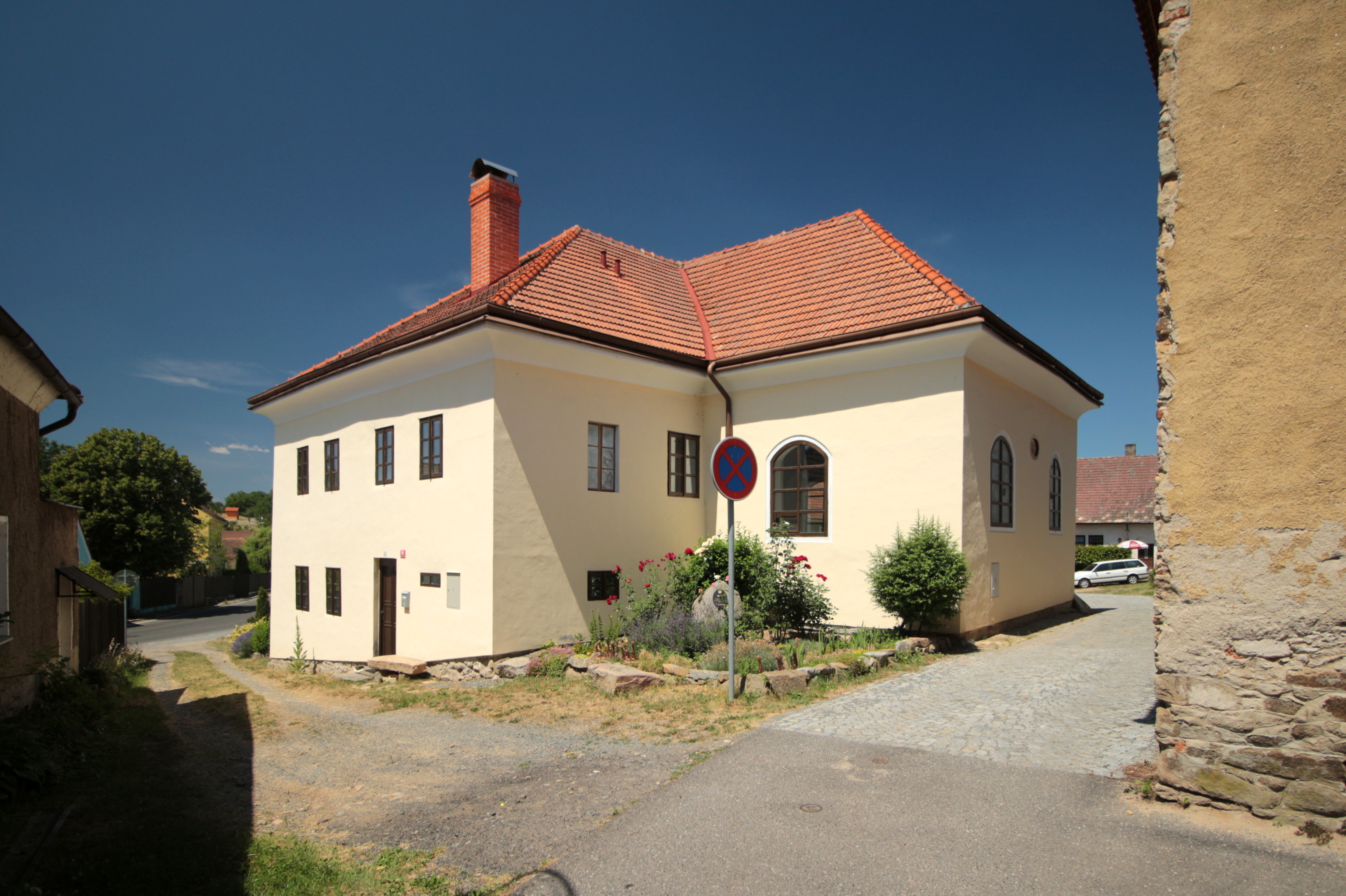
Zadní část synagogy s domem rabína
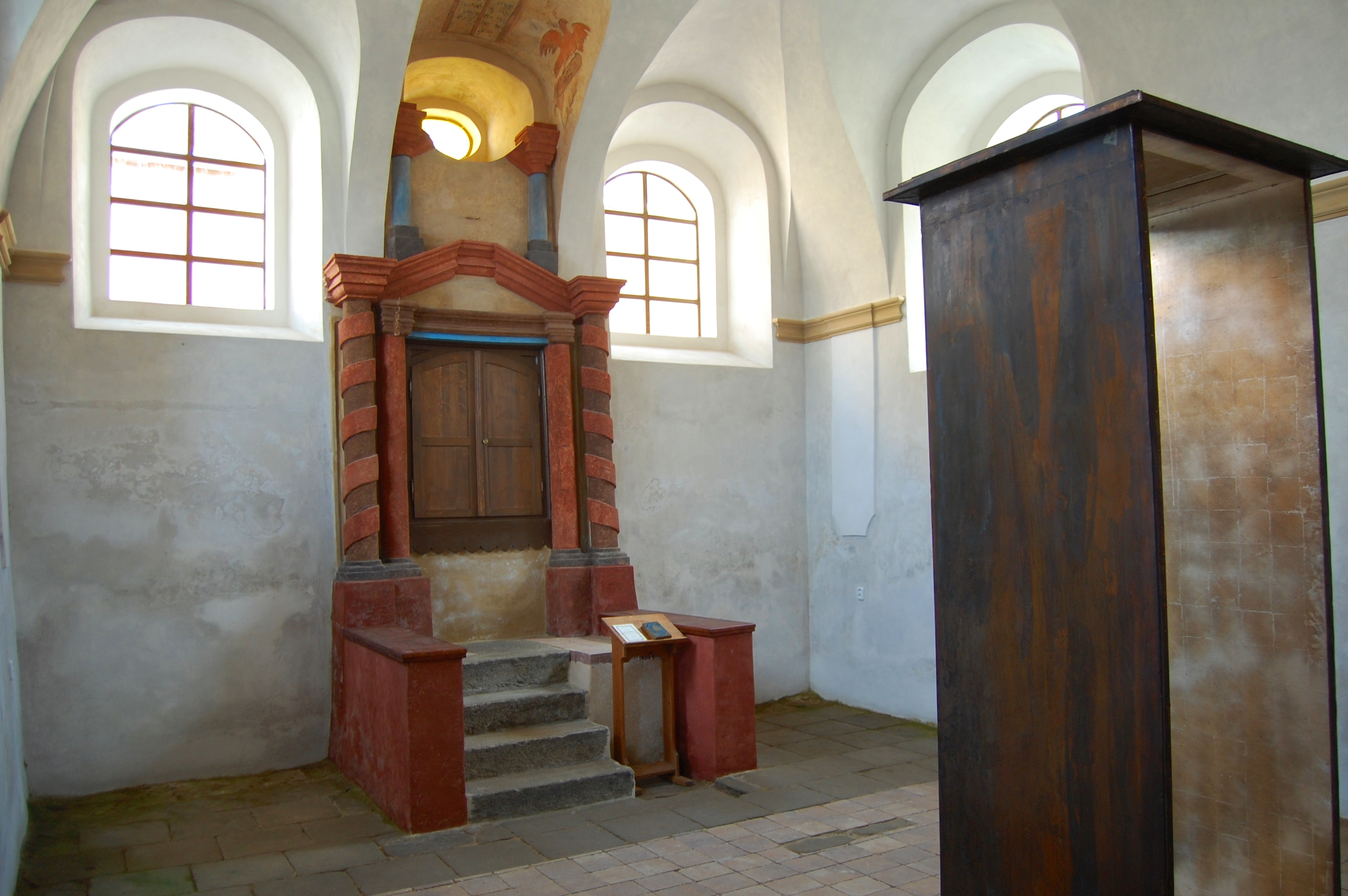
Interiér synagogy a aron ha-kodeš
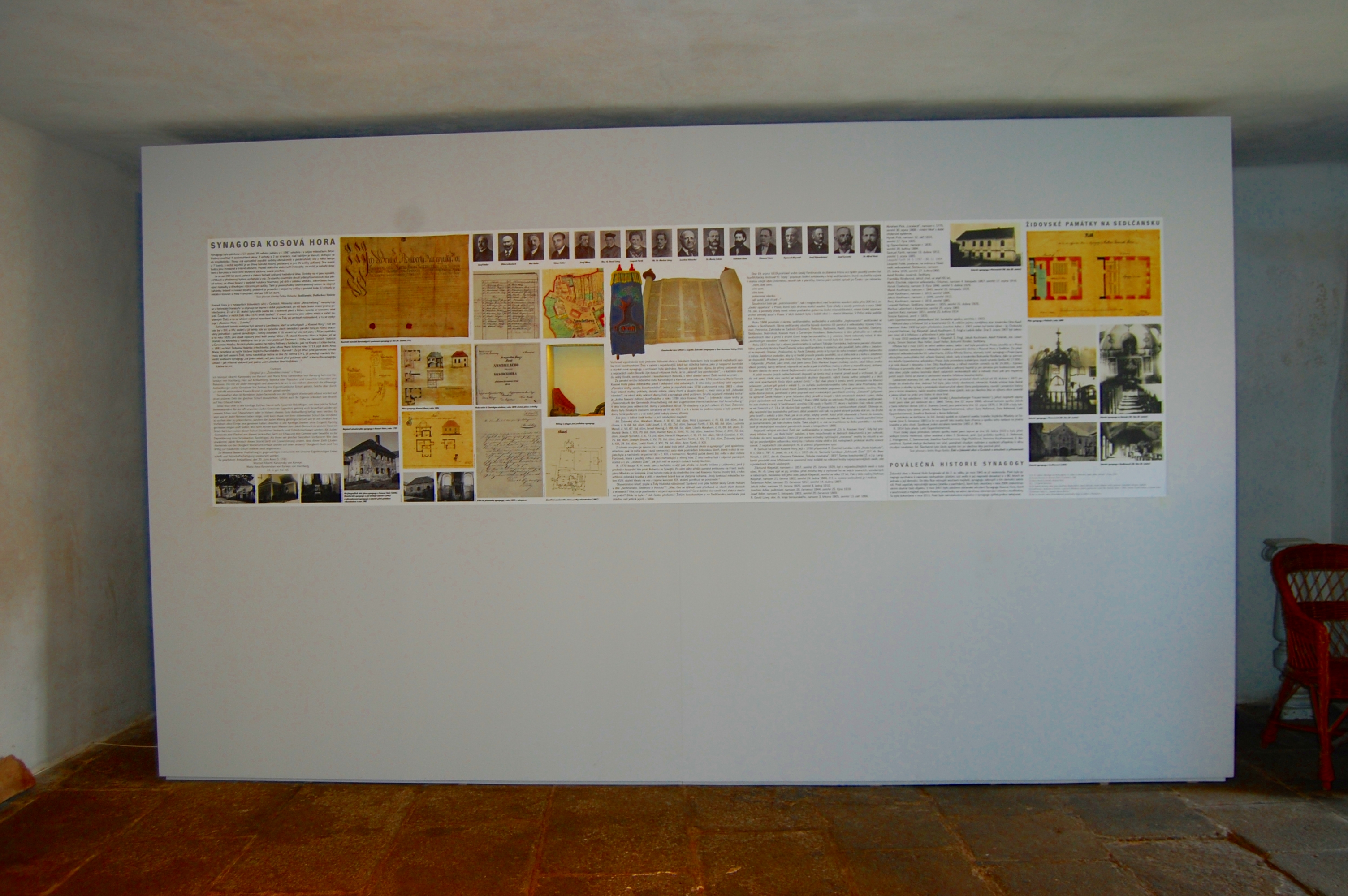
Expozice v synagoze